# Croton vitifolius
Espèce
Croton vitifolius est une espèce de plantes à fleurs du genre Croton et de la famille des Euphorbiaceae, présente dans l'État mexicain du Chiapas.